# Ayamonte
Ayamonte is een gemeente in de Spaanse provincie Huelva in de regio Andalusië met een oppervlakte van 141 km². In 2007 telde Ayamonte 19.380 inwoners.
Op het grondgebied van de gemeente, ten noorden van het stadscentrum, bevindt zich de megalitische erfgoedsite La Torre-La Janera.

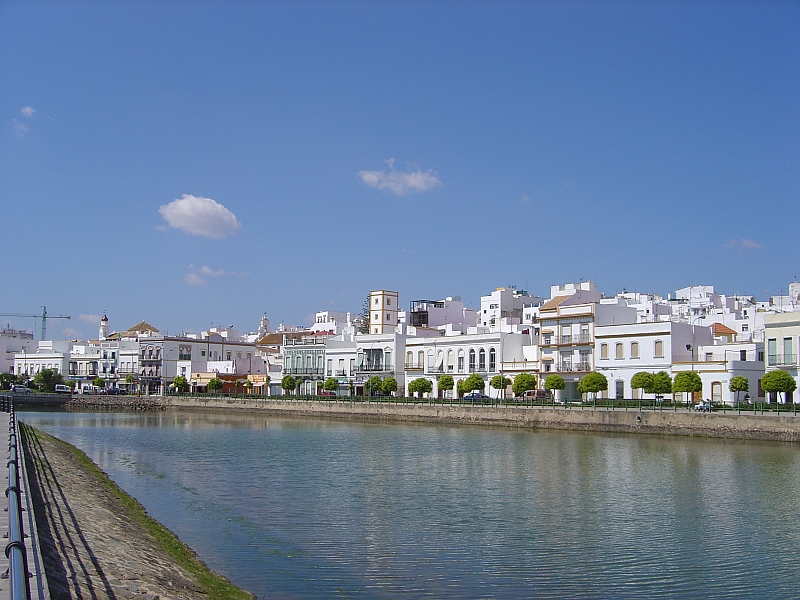
Ayamonte

## Demografische ontwikkeling
Bron: INE; 1857-2011: volkstellingen
Opm.: In 1930 werd Puente Carrera bij de gemeente Isla Cristina gevoegd

## Geboren in Ayamonte
- Florencio Aguilera (1947), schilder
- María Isabel (1995), zangeres

## Foto's

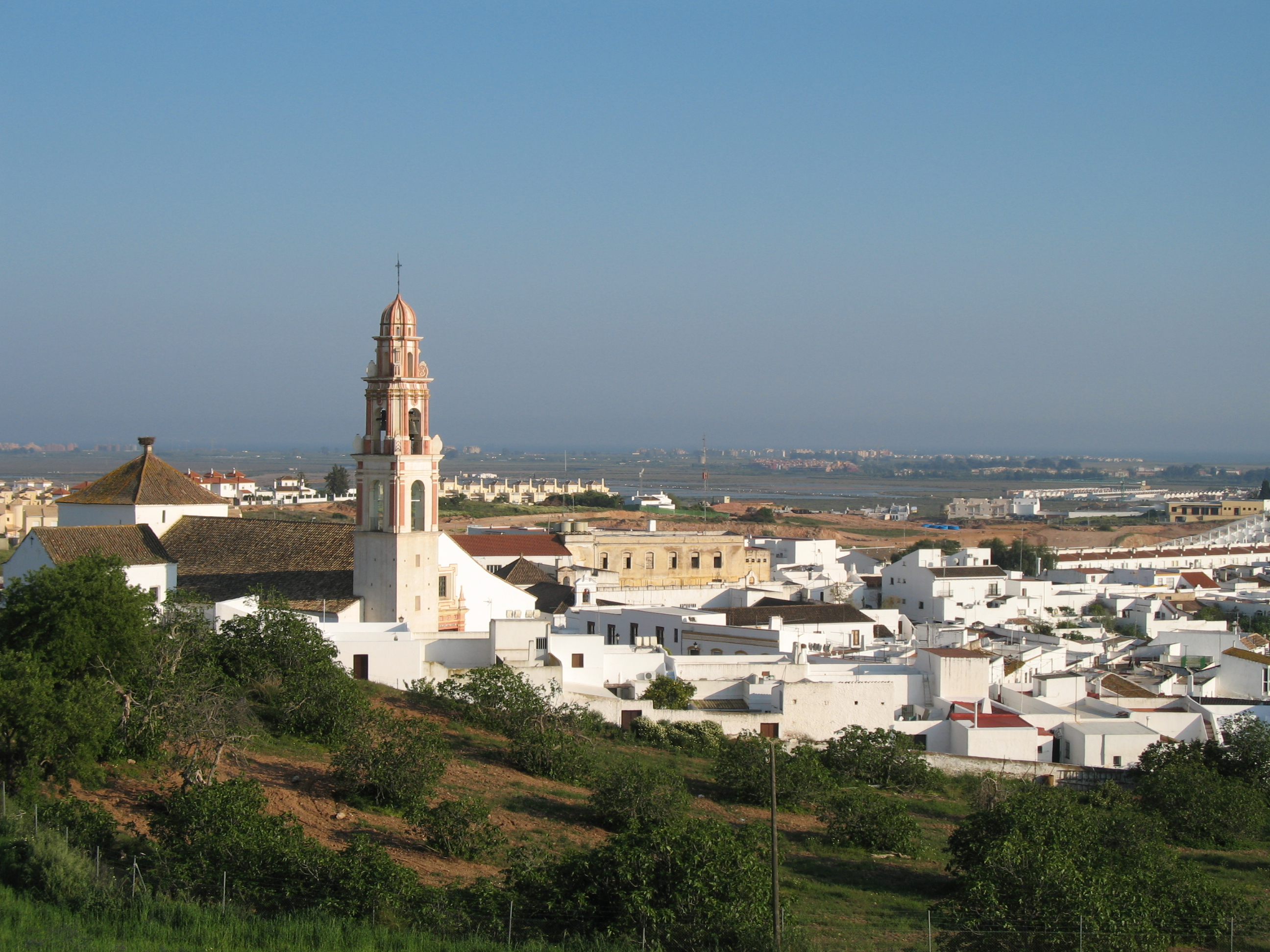
Algemeen gezicht, met links de Salvadorkerk
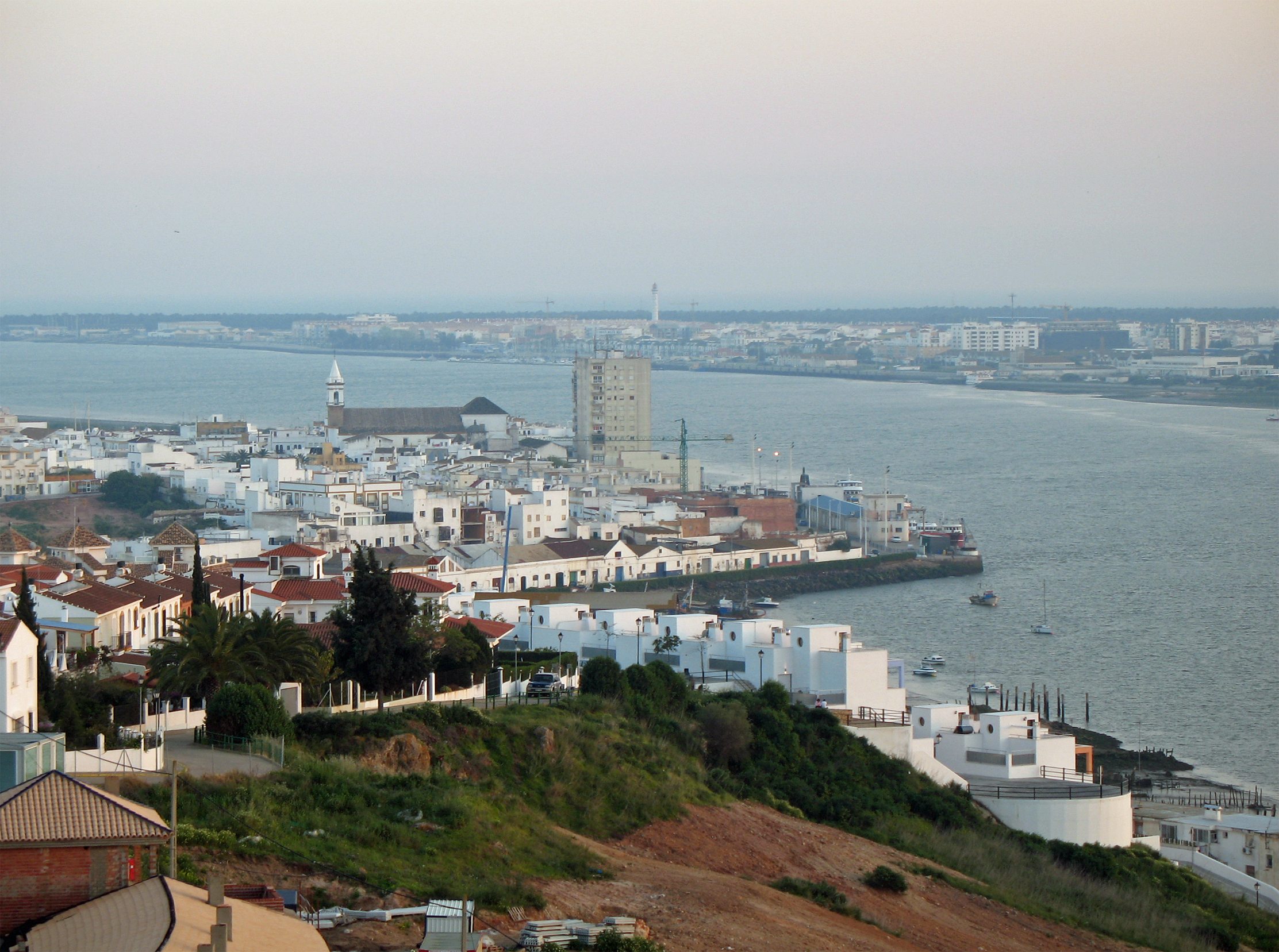
De stad en de Guadianarivier
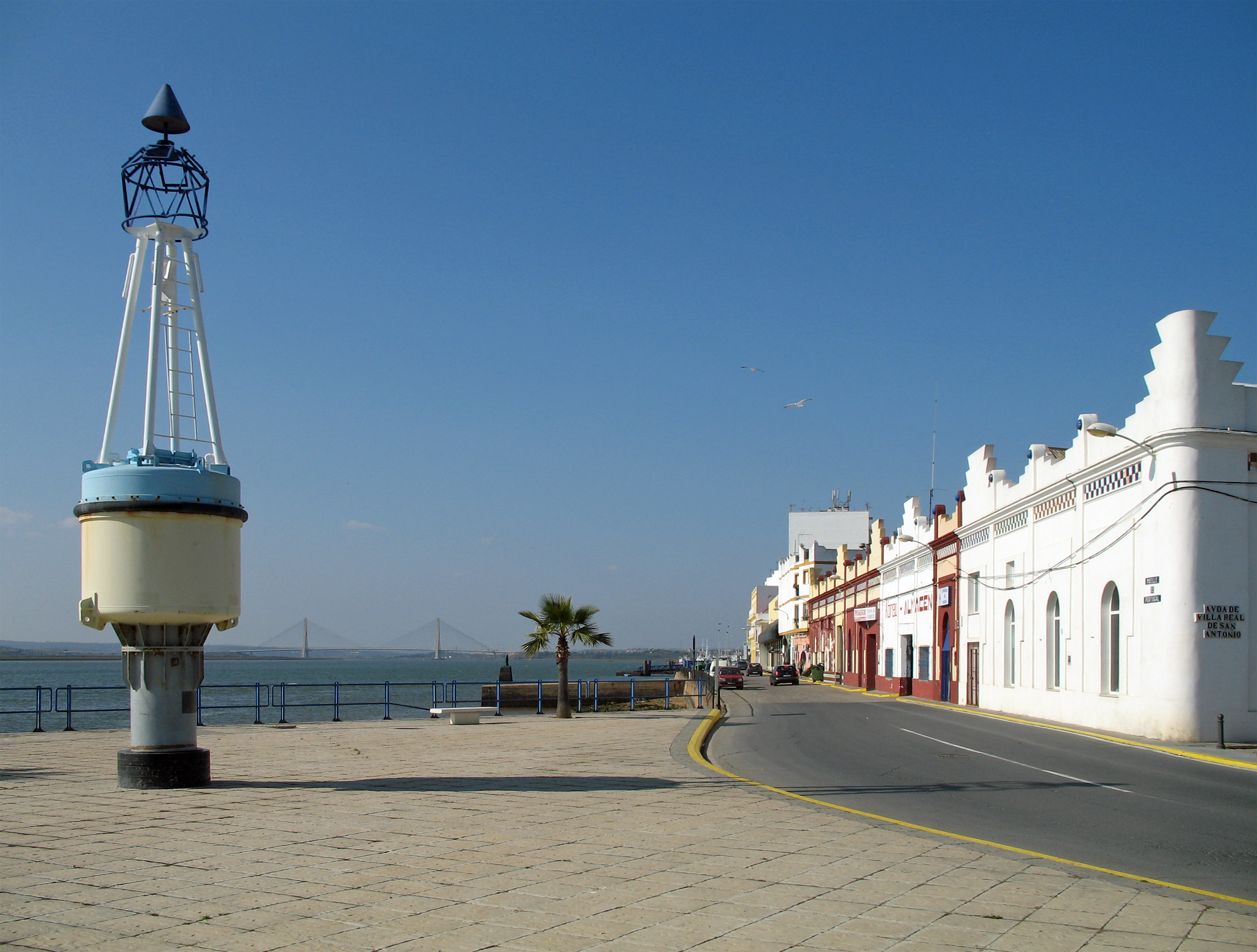
Oever van de Guadiana
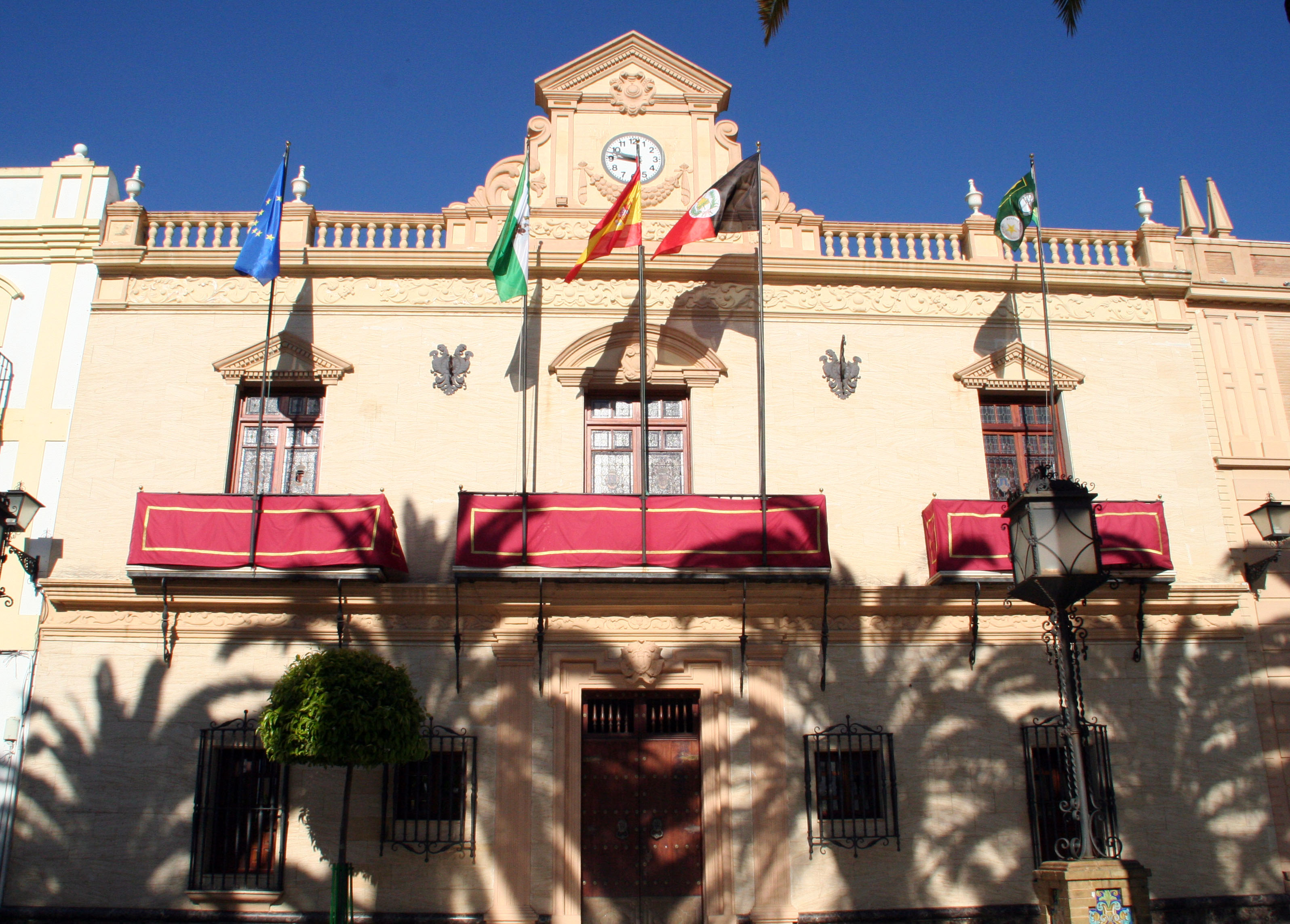
Stadhuis (Ayuntamiento)
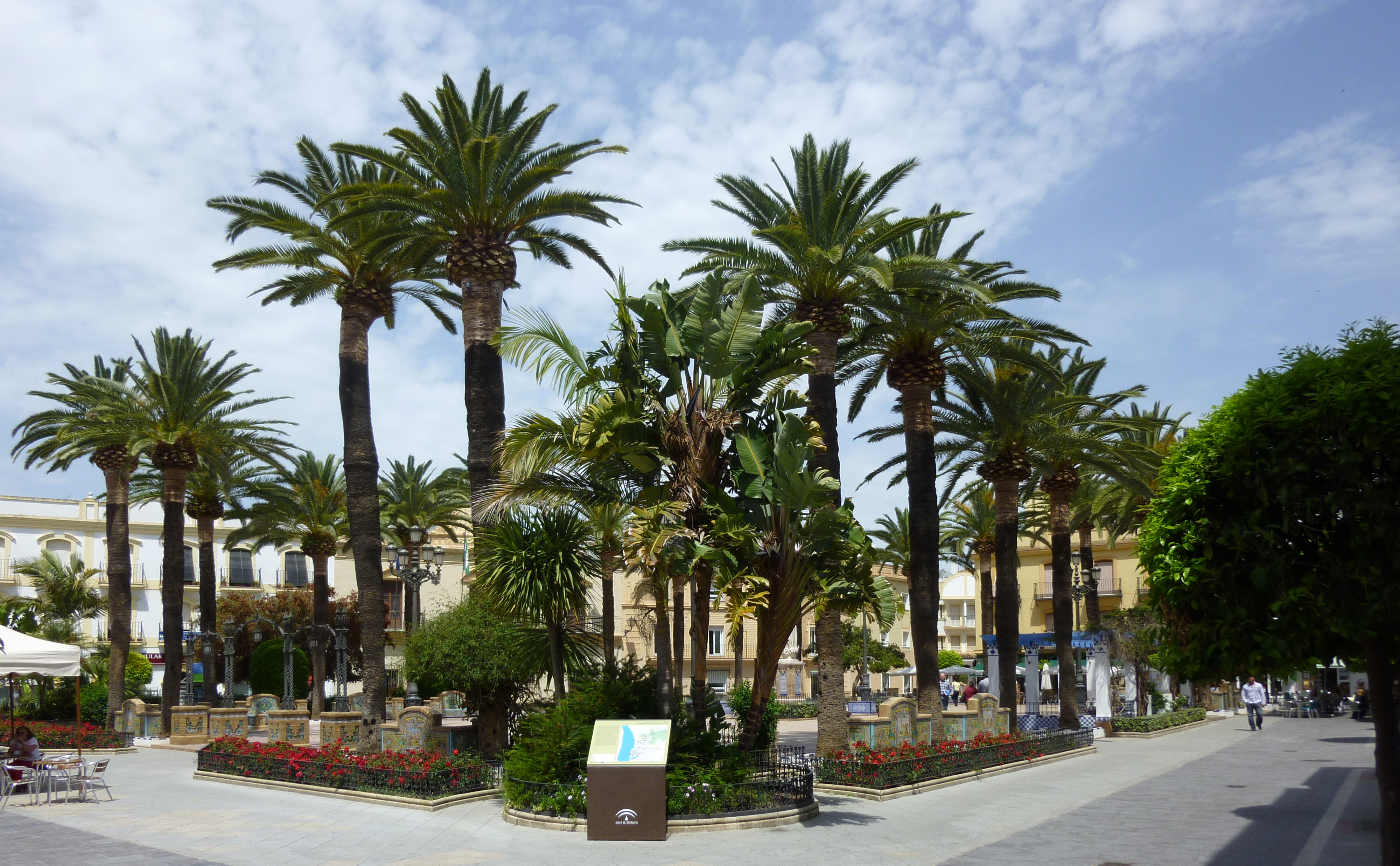
Plaza Laguna
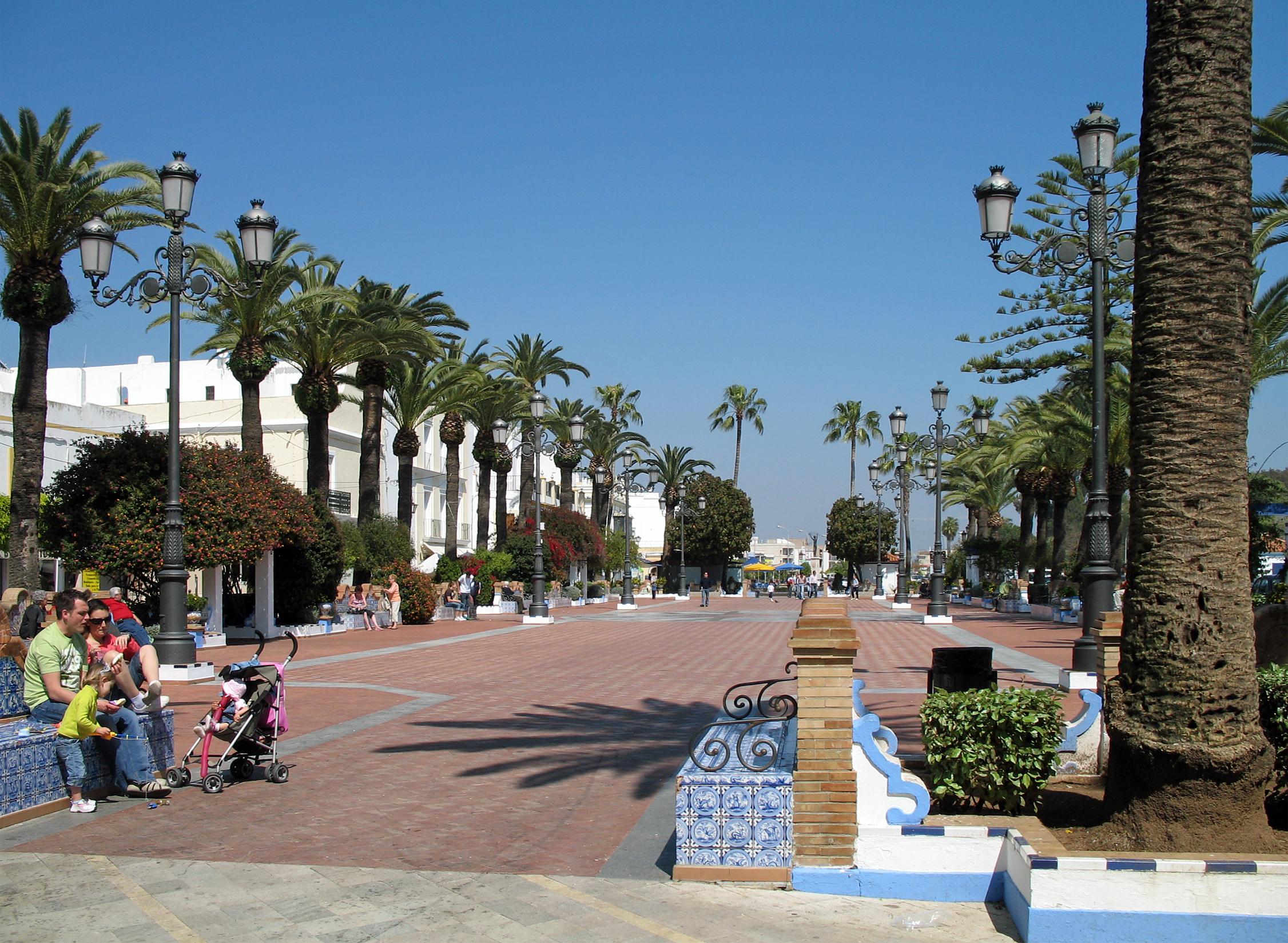
Plaza Coronación
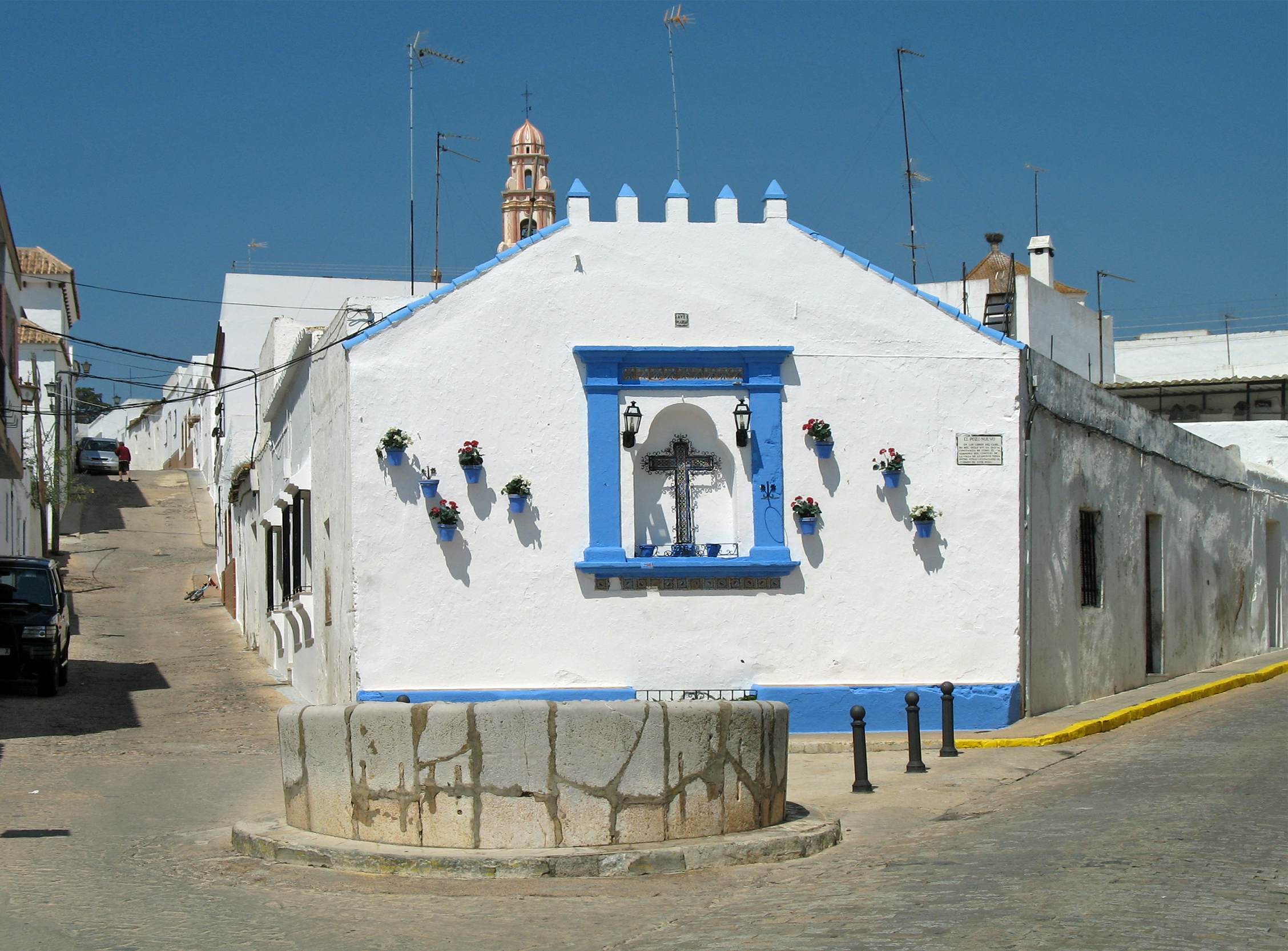
Pozo Nuevo (pleintje bij de Nieuwe Waterput)
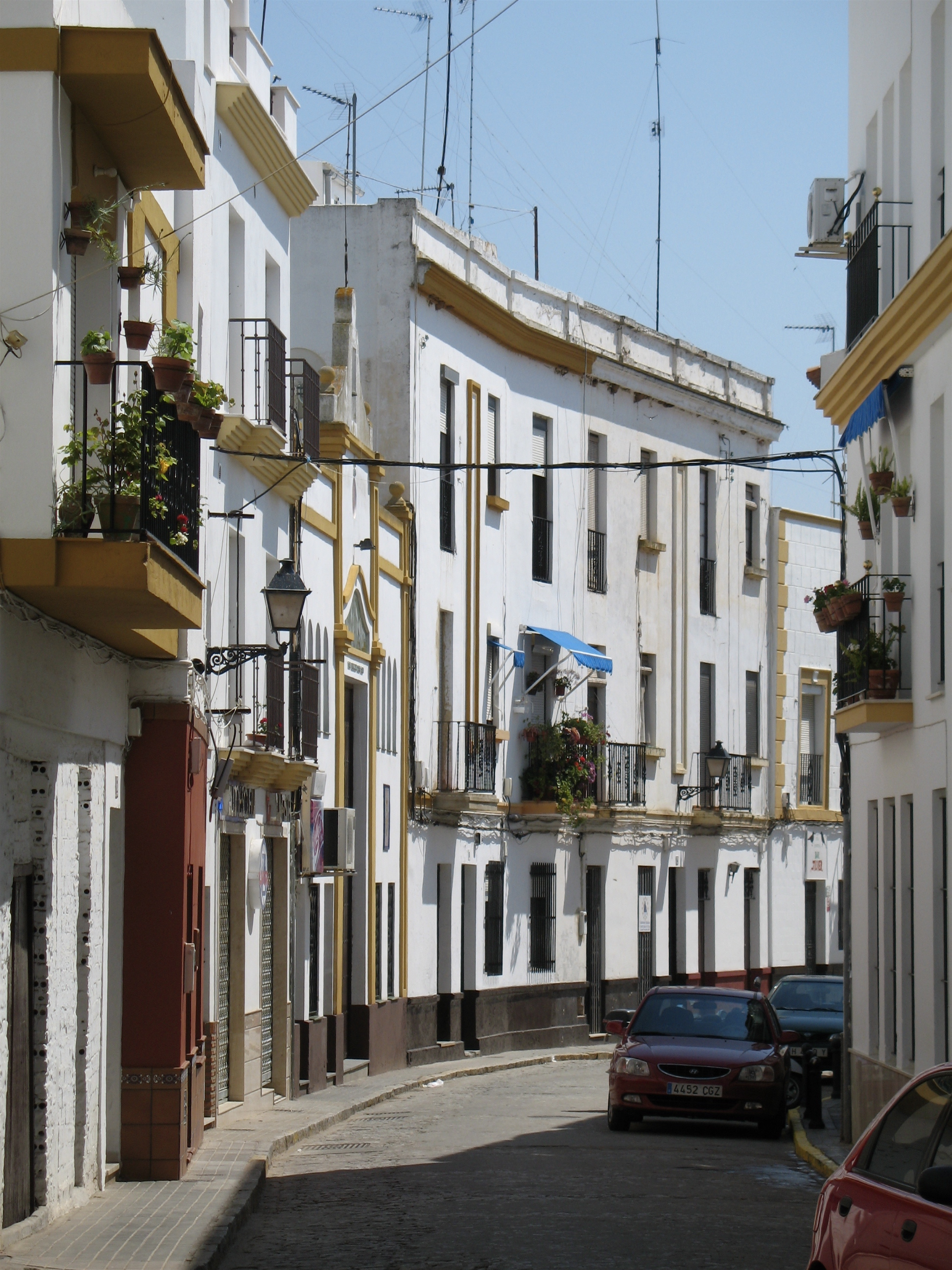
Typische straat
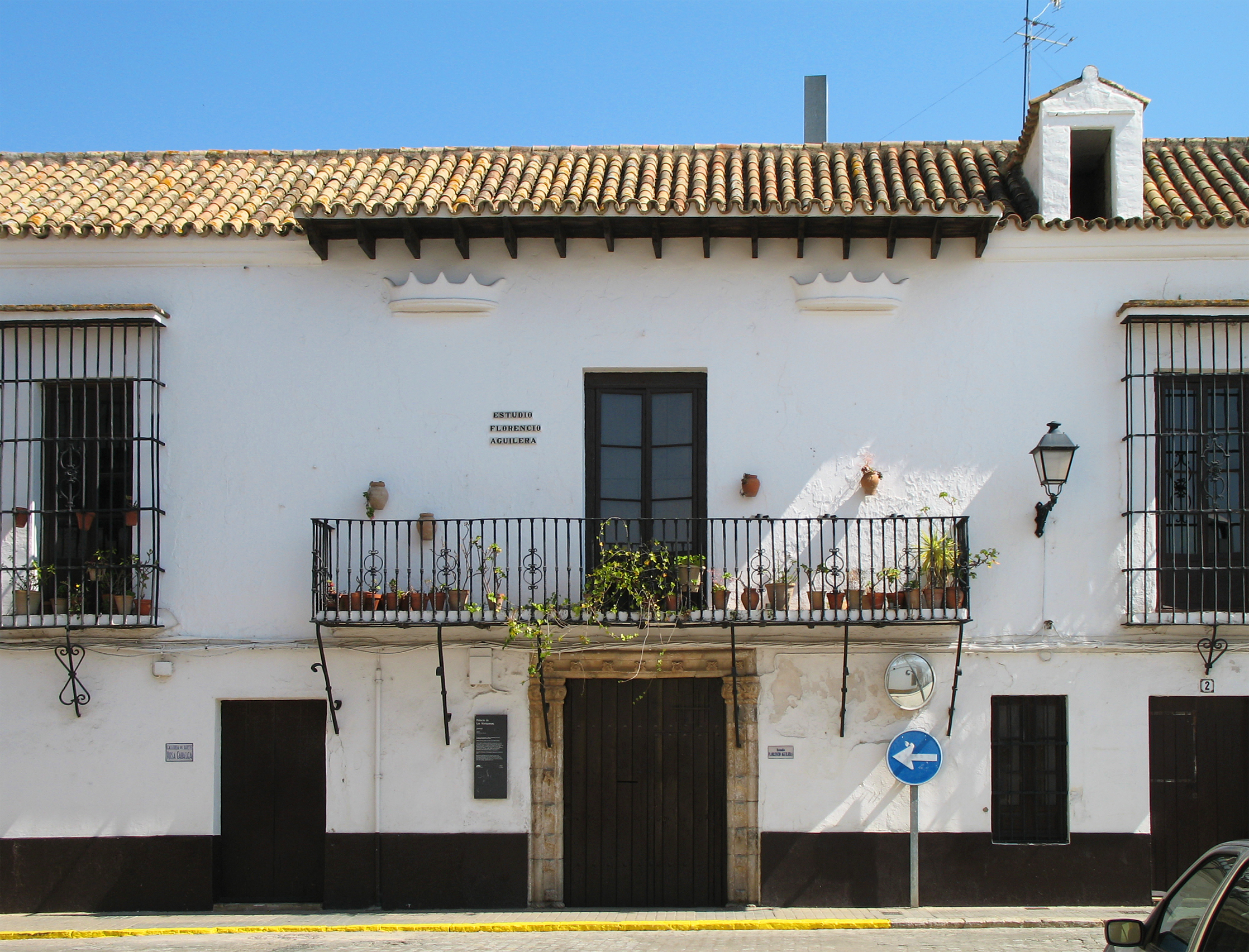
Palacio del Marqués, nu kunstenaarsstudio Florencio Aguilera
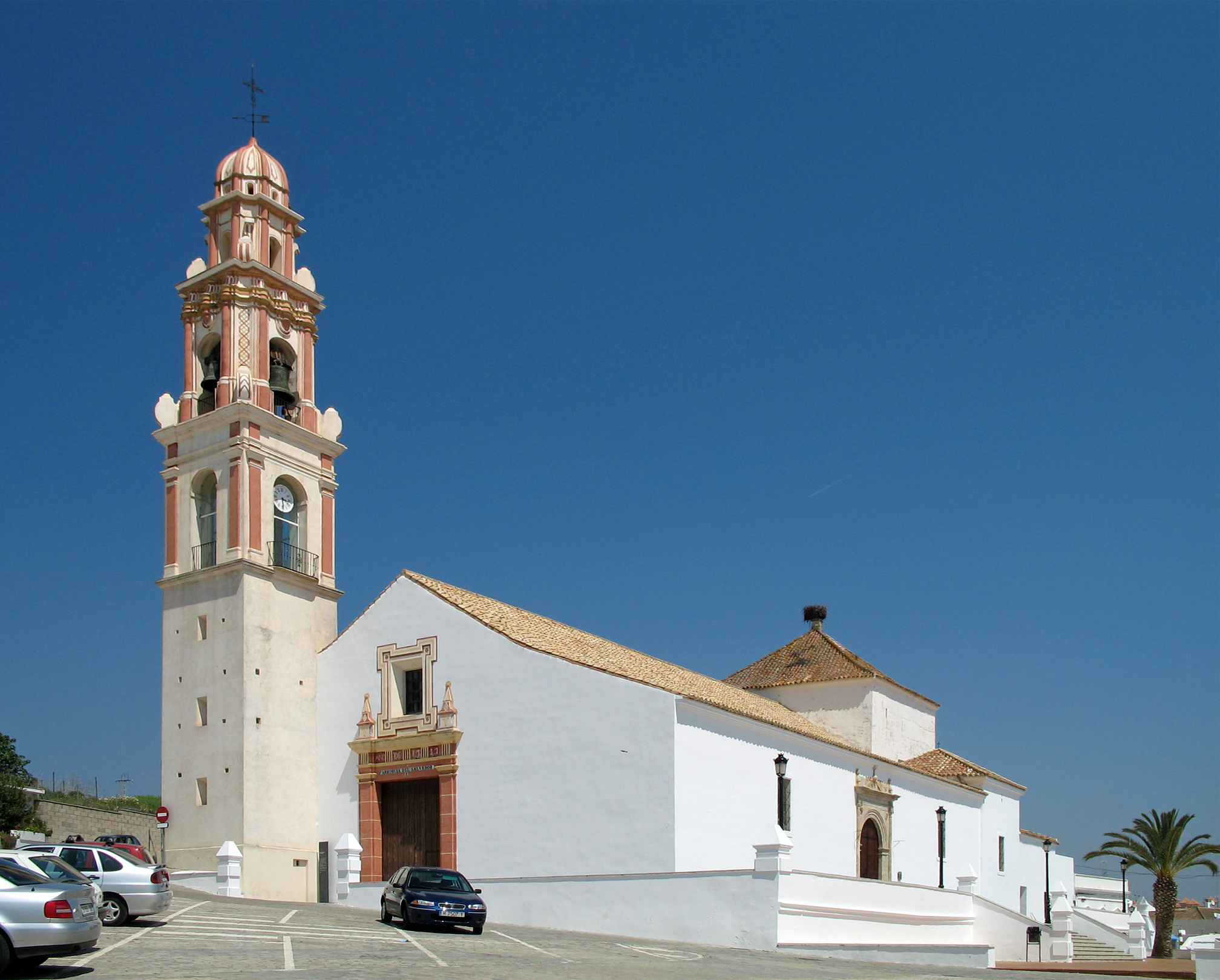
Salvadorkerk
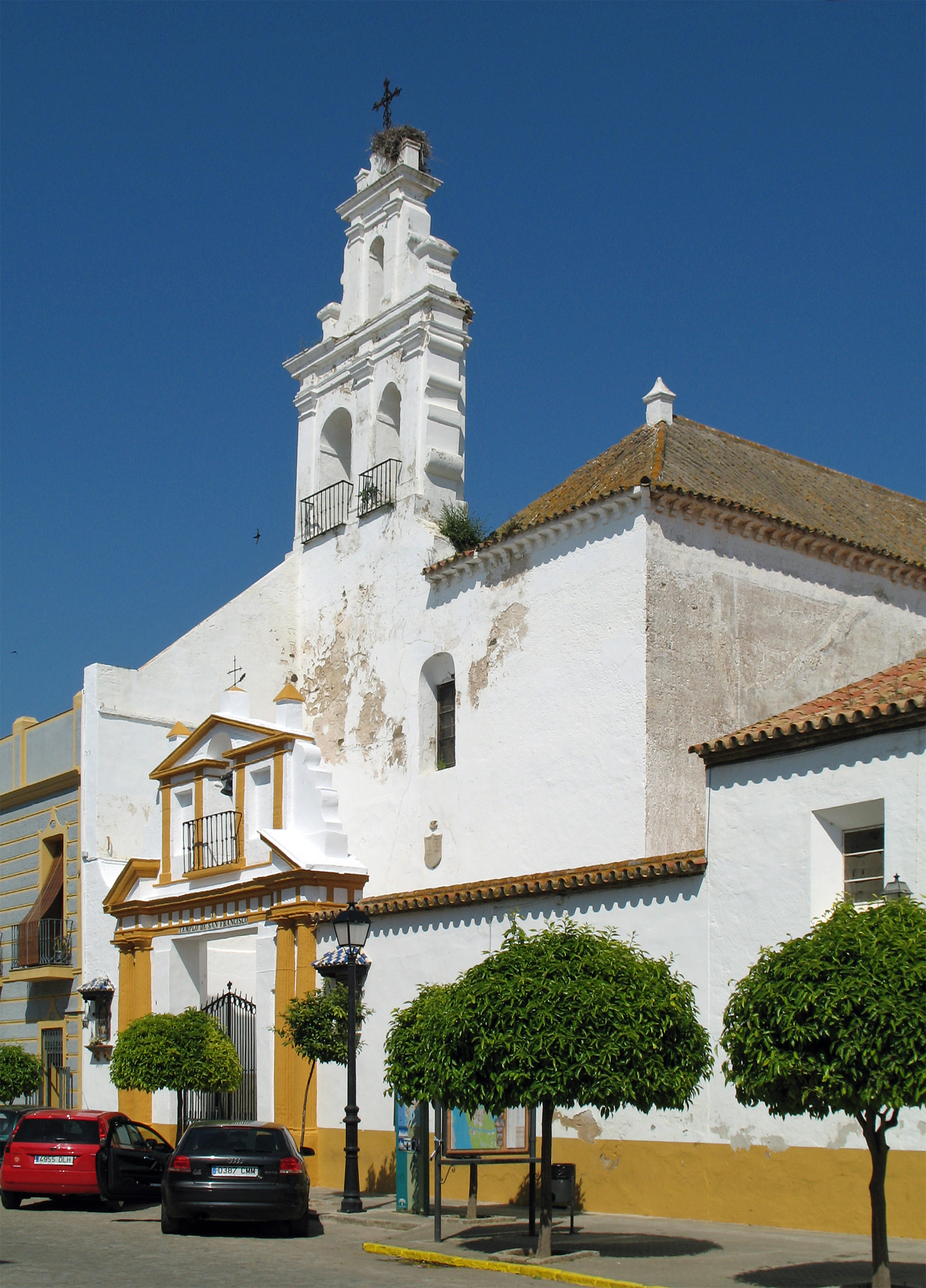
San Franciscokerk
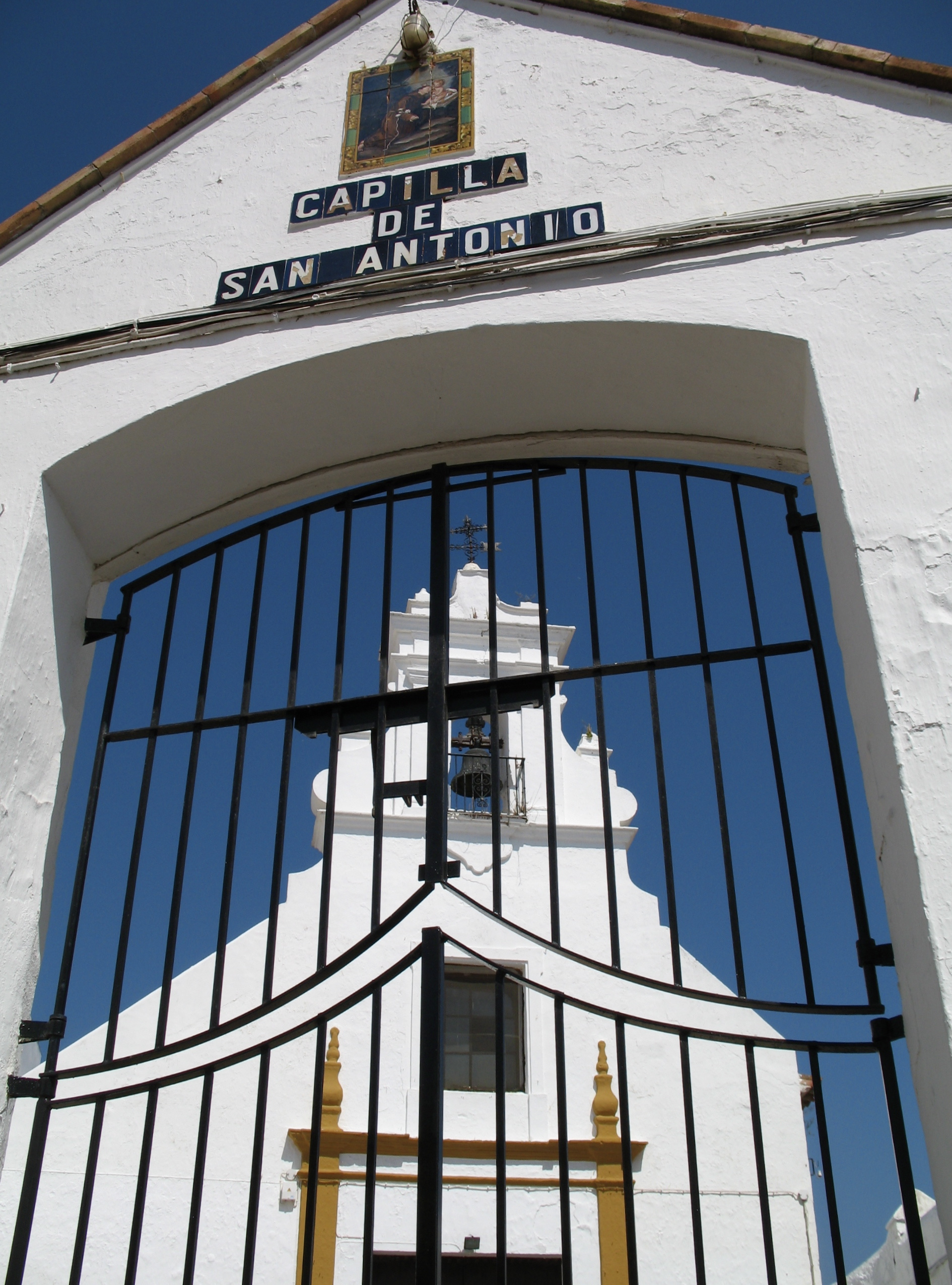
San Antoniokapel
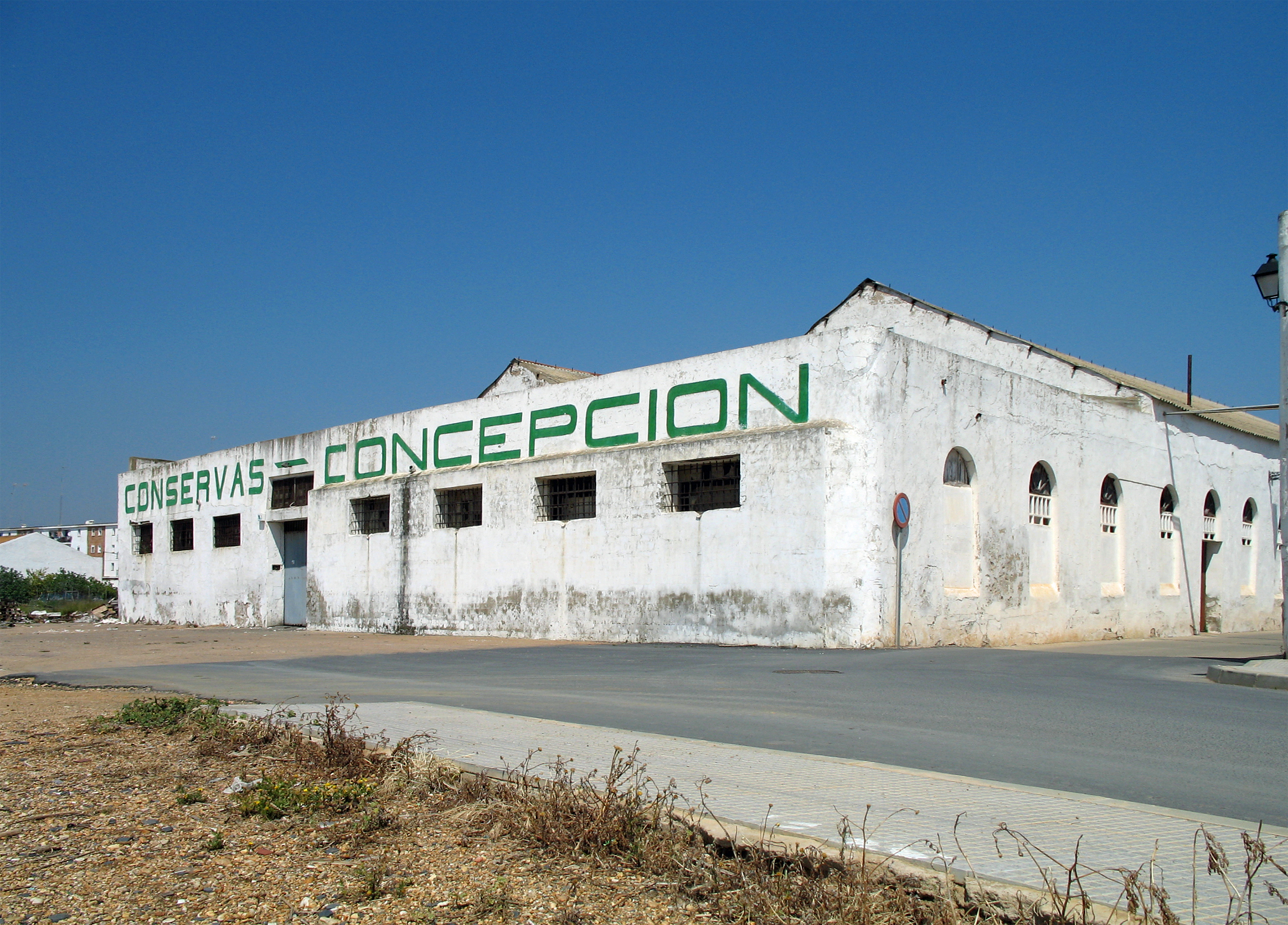
Voormalige visconservenfabriek Concepción
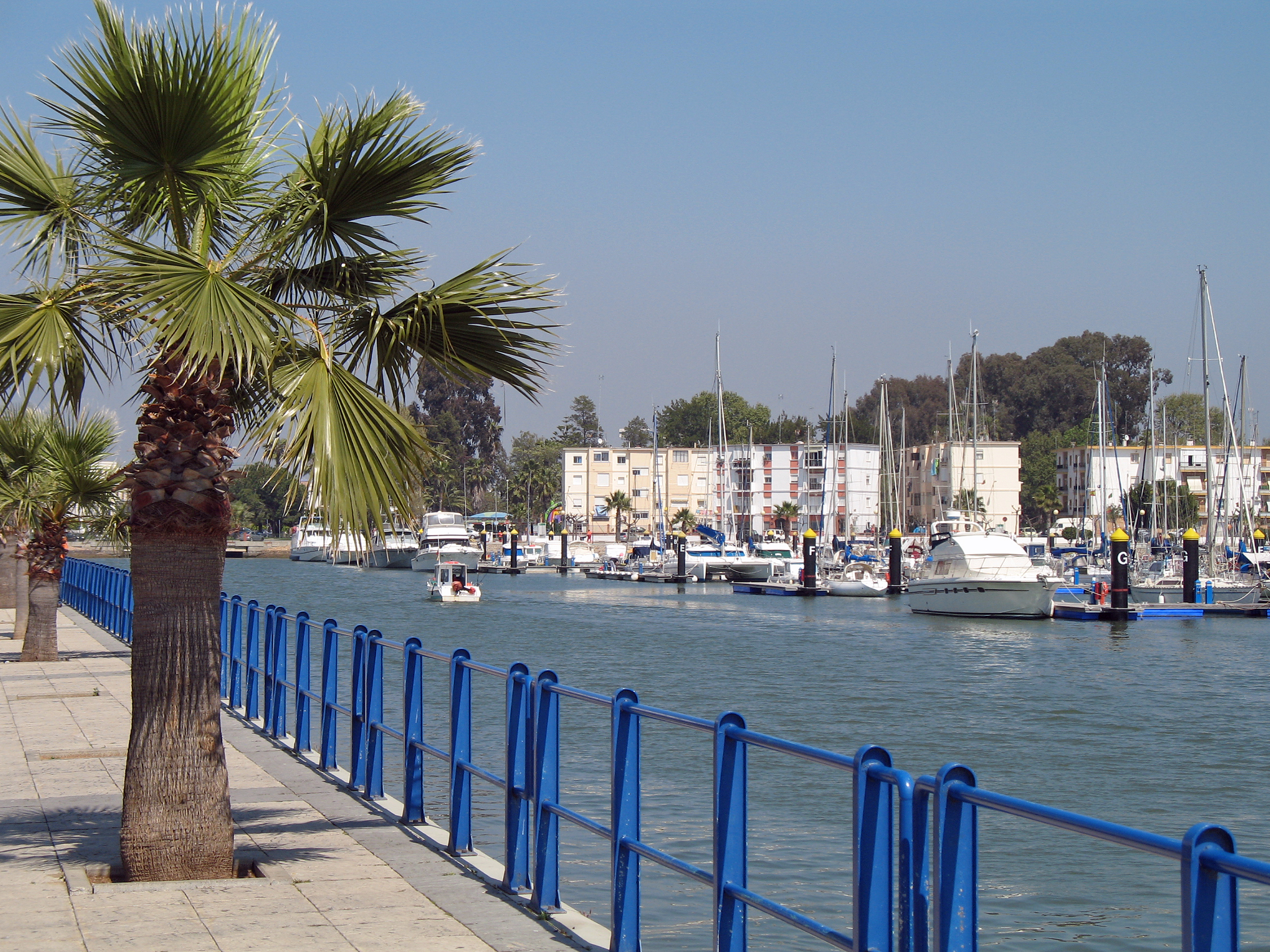
Jachthaven
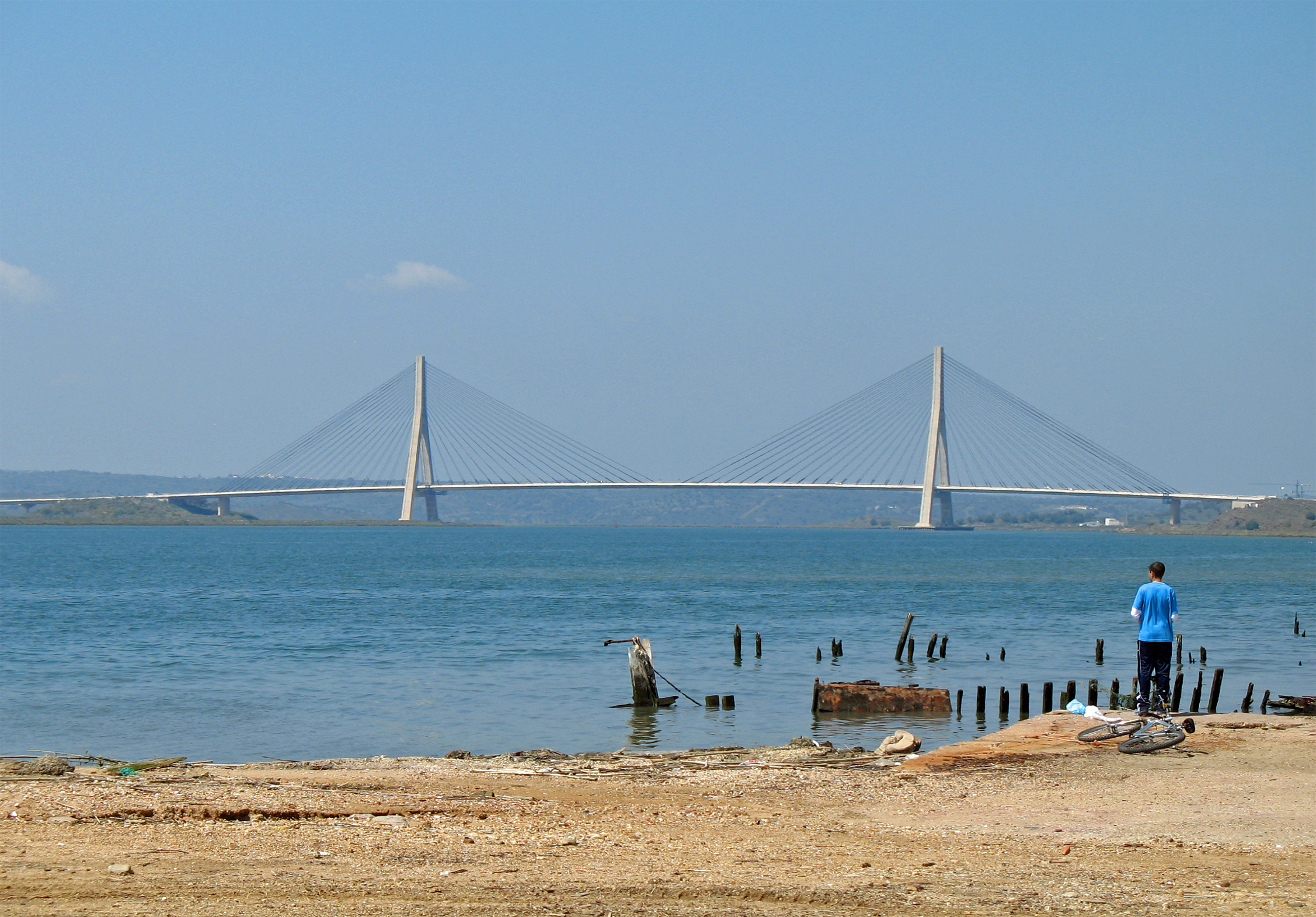
Internationale brug over de Guadiana